# Minyán
Un Minyán (en hebreo: מניין) es un número mínimo de diez personas  judías Benei Mitzvá (entiéndase mayores de 13 o 12 años), requeridos por para la realización de ciertos rituales, el cumplimiento de ciertos preceptos, o la lectura de ciertas oraciones.

Cuando diez personas oran juntas, la Divina Presencia mora entre ellas

Este número deberá ser de por lo menos diez personas para así poder leer la Torá para las ceremonias de Shajarit (rezo de la mañana), para la Minjá de Shabat (rezo del Sábado por la tarde) y para todas las fiestas o conmemoraciones religiosas del judaísmo rabínico. 
- Tradicionalmente son diez varones la cantidad necesaria para crear el Minyán.[3] En sinagogas reformistas o conservadoras igualitarias se cuentan también las mujeres porque tienen una interpretación de la Torá diferente.[4][5]
- El Minyán es el número mínimo de personas congregadas para sacar el rollo de la Torá del arca santa y leer sus versículos. Los requisitos para formar parte del Minyán son:
- Ser hombre, en las sinagogas ortodoxas, en las conservadoras y reformistas aceptan mujeres.
- Ser un hijo de los mandamientos, si  es un hombre, o una hija de los mandamientos si es una mujer.

A falta de gente en el Minyán el rabino puede incluirse en el mismo. Contribuir a la formación del Minyán es altamente considerado, sobre todo cuando debe realizarse el rezo o el Kadish por los muertos. En caso de no poder alcanzarse el Minyán, cada persona deberá efectuar la oración para sí misma, no pudiéndose realizar la oración en conjunto. La palabra «Minyán» significa «cifra» o «número». En el contexto de la observancia de las leyes judías ortodoxas significa «la cifra de diez varones adultos».
Debido a la naturaleza de santidad y consagración de determinados rezos se requiere que sólo sean recitados en la presencia de una congregación. Ejemplos de tales rezos son: el Kadish, Bareju, Kedushá y la lectura de la  Torá.
El grupo de personas mínimo que la Torá determina como una congregación fueron los Meraglim, mal llamados espías, que Moisés envió a Tierra Santa para reconocerla.